# Макро-Же (мови)

Карта мов макро-же за Кауфманом

Макро-Же (мови) Macro-Jê), рідше макро-хе (Macro-Gê) — гіпотетична макросім'я індіанських мов Південної Америки, ядром якої традиційно вважається сім'я мов. Макросем'я вперше запропонована в 1926 році, відтоді гіпотеза була модифікована, проте все ще вважається «допустимою» лінгвістами-американістами (Кауфман, 1990).

## Склад
До складу макро-же зазвичай включаються такі сім'ї та ізоляти :
- А сім'я (жеська) — 3 гілки, 16 мов: найбільша гілка — південна (18000 носіїв, 4 мови) з мовою каінганг, а також північні та центральні мови, з яких найбільший — шаванте (8000 носіїв)
- Борор(оан)ська сім'я (бороро) — 4 мови: східний бороро, † західний бороро, умутіна, † отуке
- Ботокудська сім'я (айморе, кренакська, ботокудо) — 3 мови: кренак (ботокудо, ботокудська), † накрехé, † гверен
- Камаканська сім'я — 5 мов (всі зникли): † камакян, † мангало (монгойо), † котошó, † меньен, † масакарá
- Машакалійська сім'я — 6 мов: машакалі, † капошó, † моношó, † маконі, † малалі, † паташо
- Пурійська сім'я — 2 мови (обидва зникли): пурі (короадо), коропó
- Мова гуатó
- Мова жійко (жайко) †
- Мова караж — ізолят
- Мова офайє (опайє) — ізолят
- Мова рикбакца — ізолят
- Мова ятé або фулліо

Іноді до макро-же відносять ще такі сім'ї:
- Ябутійська сім'я (зникає) — 3 мови: ябуті (жабуті, кипіу, жеоромичі), арікап, машубі
- Карирійська сім'я (карірі-шокó) — 4 мови (всі зникли): † кипеá (карірі), † дзубукуá (кірірі), † сабуя (сапуя), † камуру (педра-бранка).

Едуардо Рібейро з університету Чикаго, на відміну від Кауфмана, не включає в цю макросім'ю мови фулліо (яте) і гуато. Він також, на відміну від Грінберга, не включає в неї мови оти і чікітано.
У мовах макро-же є нерегулярні морфологічні відповідності з мовами тупи та карибської сім'єю, у зв'язку з чим Родрігес (Rodrigues, 2000) і Рібейро об'єднують їх у макросім'ю ж тупі-карибських мов.